# Perfectae caritatis

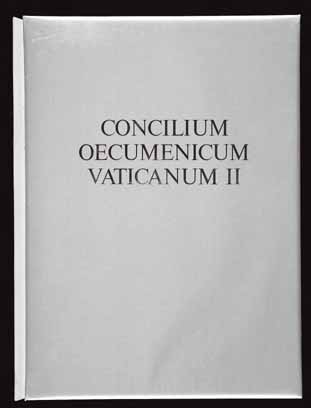
Zweites Vatikanisches Konzil

Perfectae caritatis (PC), übersetzt: „nach vollkommener Liebe“, heißt, nach seinen Anfangsworten, das Dekret über die zeitgemäße Erneuerung des Ordenslebens, das vom Zweiten Vatikanischen Konzil erarbeitet wurde. Die Konzilsväter approbierten das Dekret Perfectae caritatis am 28. Oktober 1965, und zwar mit der sehr deutlichen Mehrheit von 2321 Stimmen bei 4 Gegenstimmen. Papst Paul VI. setzte es daraufhin in Kraft.

## Inhalt

### Erneuerung und Anpassung
Im Anschluss an die Konstitution Lumen gentium will das Dekret von der „Lebensordnung der Institute handeln, in denen Keuschheit, Armut und Gehorsam gelobt werden, und für deren zeitbedingte Erfordernisse Vorsorge treffen“, damit ihr Leben „der Kirche in der gegenwärtigen Zeit zu größerem Nutzen gereiche“. Dabei stellt dieses Dekret jedoch nur allgemeine Grundsätze auf, deren „rechte Auslegung und Anwendung […] nach dem Konzil von der zuständigen Autorität“ zu regeln ist (1).
„Zeitgemäße Erneuerung des Ordenslebens heißt: ständige Rückkehr zu den Quellen jedes christlichen Lebens und zum Geist des Ursprungs der einzelnen Institute, zugleich aber deren Anpassung an die veränderten Zeitverhältnisse.“ Bewegt durch den Heiligen Geist und geleitet von der Kirche, gelte die Nachfolge Christi allen Instituten als oberste Regel. Die verschiedenen Institute mögen „ihre Eigenart und ihre besondere Aufgabe“ in der ursprünglichen Intention ihrer Stifter bewahren, sich gleichzeitig jedoch die „Erneuerungsbestrebungen [der Kirche] – auf biblischem, liturgischem, dogmatischem, pastoralem, ökumenischem, missionarischem und sozialem Gebiet – zu eigen machen.“ Um apostolisch wirken zu können, müssen „ihre Mitglieder die Lebensverhältnisse der Menschen, die Zeitlage sowie die Erfordernisse der Kirche wirklich kennen“ (2).
„Lebensweise, Gebet und Arbeit müssen den körperlichen und seelischen Voraussetzungen der Menschen von heute, aber auch – soweit die Eigenart des Instituts es verlangt – den Erfordernissen des Apostolats, den Ansprüchen der Kultur, der sozialen und wirtschaftlichen Umwelt entsprechen […], vor allem in den Missionsgebieten.“ Entsprechend sind internen Normen und Bücher zu überarbeiten und auf den theologischen Stand des Konzils zu bringen (3).
Um die Erneuerung und Anpassung zur Sache aller Mitglieder eines Ordensinstituts zu machen, sollen die Oberen „in dem, was die Belange des ganzen Instituts betrifft, ihre Untergebenen in geeigneter Weise befragen und hören“ (4).

### Ordnungen und Aufgaben des Ordenslebens
Dadurch, dass das Gelöbnis der Ordensleute auf die evangelischen Räte „von der Kirche angenommen wurde, sollen sie sich auch zu deren Dienst verpflichtet wissen“. Alle Kontemplation sollen sie daher „mit apostolischer Liebe verbinden“ und „zur Ausbreitung des Reiches Gottes“ beitragen (5).
Aus dem Geist des Gebets, aus der täglichen Lesung der Heiligen Schrift und der Teilnahme an der „heiligen Liturgie, zumal dem heiligen Mysterium der Eucharistie“ soll die „Nächstenliebe zum Heil der Welt und zum Aufbau der Kirche“ fließen (6).
Die „gänzlich auf die Kontemplation hingeordneten Institute, deren Mitglieder in Einsamkeit und Schweigen, anhaltendem Gebet und hochherziger Buße für Gott allein da sind, nehmen […] immer eine hervorragende Stelle ein“. Ihrer kontemplativen Lebensweise wird eine „geheimnisvolle apostolische Fruchtbarkeit“ zugesprochen, sie genießt daher einen besonderen Schutz (7).
Die Ordenseinrichtungen, die sich apostolischen und die caritativen Aufgaben widmen, „müssen ihre Lebensart und ihr Brauchtum auf das von ihnen geübte Apostolat einstellen“ (8).
Aufgabe des monastischen Lebens „ist der demütig-hohe Dienst vor der göttlichen Majestät innerhalb des klösterlichen Bereichs, ob sie sich nun in Verborgenheit ganz der Gottesverehrung weihen oder nach ihrer Satzung eine apostolische oder caritative Arbeit übernommen haben“. Auch dieser Dienst soll „den gegenwärtigen Bedürfnissen der Menschen angepasst“ werden und auch bei Orden, in denen die Feier der Liturgie im Mittelpunkt steht, dem Apostolat und „dem besonderen Wohl der Kirche dienen“ (9).
Laienorden sind vollwertige Ordensinstitute. Auch wenn in ihnen „einige Mitglieder für den priesterlichen Dienst in den eigenen Häusern die heiligen Weihen empfangen, […] bleibe der Laiencharakter des Institutes unangetastet.“ (10)
Säkularinstitute sind zwar keine Ordensgemeinschaften, erfordern jedoch ebenfalls die „Verpflichtung zu einem Leben nach den evangelischen Räten“, die „den in der Welt lebenden Männern und Frauen, Laien und Klerikern, eine Weihe [verleiht]“. Die schweren Aufgaben können jedoch nur bewältigt werden, wenn „ihre Mitglieder im religiösen und im profanen Bereich sorgfältig geschult werden“. Dies wird der ernstlichen Sorge ihrer Vorgesetzten aufgetragen (11).

### Die evangelischen Räte
„Die Ehelosigkeit ‚um des Himmelreiches willen‘ […] macht das Herz des Menschen in einzigartiger Weise für eine größere Liebe zu Gott und zu allen Menschen frei.“ Diese zeichenhafte Lebensweise rührt jedoch „sehr unmittelbar an tiefere Neigungen der menschlichen Natur“. Darum dürfen nur ausreichend geprüfte und für seelisch reif befundene Kandidaten zum Gelöbnis der Keuschheit zugelassen werden (12).
Die freiwillige Armut soll „gegebenenfalls auch in neuen Formen“ geübt werden. Ordensarmut bedeutet nicht nur, im Gebrauch materieller Dinge von der Genehmigung der Ordensleitung abhängig zu sein, „die Mitglieder müssen tatsächlich und in der Gesinnung arm sein, da sie ihr Besitztum im Himmel haben“. Alle sollen dem Gesetz der Arbeit unterworfen sein, „Ordensprovinzen und die einzelnen Häuser sollen sich gegenseitig materiell aushelfen, […] doch allen Schein von Luxus […] vermeiden.“ (13)
„Im Gelöbnis des Gehorsams […] unterstellen sich [die Ordensleute] im Glauben den Obern, die Gottes Stelle vertreten.“ Daher schulden sie diesen „demütigen Gehorsam“, dürfen und sollen jedoch „in der Erfüllung der ihnen anvertrauten Aufgaben die eigene Verstandes- und Willenskraft einsetzen und die Gaben, die ihnen Natur und Gnade verliehen haben, gebrauchen.“ Die Oberen wiederum sollen „die ihnen anvertrauten Seelen“ leiten, ohne „die Würde der menschlichen Person zu mindern“ […], so daß sie Gottes Liebe zu jenen zum Ausdruck bringen. […] Darum sollen sie ihnen besonders die geschuldete Freiheit in bezug auf die Beichte und die Gewissensleitung lassen, […] sie bereitwillig anhören und ihr Mitplanen zum Wohl des Instituts und der Kirche fördern, bei voller Wahrung freilich ihres Rechtes, zu entscheiden und anzuordnen, was zu tun ist. (14)

### Einrichtung der Gemeinschaften
Nach dem Beispiel der Urkirche soll es möglichst geringe Rangunterschiede innerhalb der Gemeinschaften geben, Konversen sollen in möglichst brüderlicher Weise den Gemeinschaften angeschlossen sein, auch in Frauengemeinschaften soll es möglichst nur einen einzigen Stand von Schwestern geben. Auch Kleriker und Laien sollen – mit Ausnahme der Konsequenzen der Weihe – hinsichtlich ihrer Rechten und Pflichten innerhalb der Gemeinschaft nicht unterschieden werden (15).
„Die päpstliche Klausur der Nonnen des rein beschaulichen Lebens soll nicht angetastet werden. […] Die übrigen Nonnen aber […] sollen von der päpstlichen Klausur ausgenommen sein, damit sie die ihnen anvertrauten apostolischen Aufgaben besser erfüllen können. […] Ihre Klausur […] ist von den Konstitutionen festzulegen.“ (16)
Das Ordensgewand soll „den gesundheitlichen Erfordernissen, den Umständen von Zeit und Ort sowie den Erfordernissen des Dienstes“ anpassen und gegebenenfalls geändert werden (17).

### Zukunft
Zur zeitgemäßen Erneuerung der Ordensgemeinschaften muss eine vertiefte Ausbildung ihrer Mitglieder sichergestellt werden. Auf das Noviziat soll nicht sogleich der apostolische Einsatz folgen. Stattdessen soll die theoretische und praktische Ausbildung weitergeführt werden, die auch „über die Gepflogenheiten, das Denken und Empfinden der heutigen Gesellschaft“ unterrichtet. Den Ordensoberen wird auch die sorgfältigste Auswahl und gründlichste Vorbereitung der geistlichen Leiter und Lehrkräfte aufgetragen (18).
Nur notwendige, wirklich nützliche und entwicklungsfähige Institute dürfen neu gegründet werden. Neugründungen in den Missionsgebieten müssen „dem Charakter und den Sitten der Bewohner des Landes wie auch den örtlichen Gebräuchen und Lebensbedingungen Rechnung tragen“ (19).
Die Institute sollen die für sie charakteristischen Aufgaben beibehalten, sie aber im Hinblick auf das Interesse der Gesamtkirche und der Diözesen unter dem Kriterium möglichst wirksamer Verkündigung des Evangeliums sichten und überlebte Tätigkeitsfelder aufgeben (20).
Instituten und Klöstern, die „kein fruchtbares Wirken mehr erhoffen lassen, […] soll die weitere Aufnahme von Novizen verwehrt werden.“ Nach Möglichkeit sollen sie mit einem verwandten, „lebenskräftigeren“ Institut fusionieren (21).
Das Konzil empfiehlt die Zusammenarbeit von Instituten und Klöstern der gleichen Ordensfamilie, gegebenenfalls auch die Bildung von Föderationen oder Zusammenschlüssen (22), es wünscht auch den Ausbau der bereits errichteten Konferenzen der Ordensoberen und deren „Abstimmung und Zusammenarbeit mit den Bischofskonferenzen“ (23).
Zur Förderung des Nachwuchses sind Priester und Erzieher gehalten, „in der regelmäßigen Verkündigung ist öfter auf die evangelischen Räte und den Eintritt in den Ordensstand hinzuweisen“. Die Eltern können dies „durch eine christliche Erziehung“ tun, „die Ordensleute aber sollen sich bewusst sein, dass das Beispiel ihres eigenen Lebens die beste Empfehlung ihres Instituts und eine Einladung zum Ordensleben ist“ (24).
Das Konzil schließt mit einer Versicherung seiner Hochschätzung des Lebens nach den Evangelischen Räten als Zeugnis zur Verherrlichung Gottes und verheißt der Kirche aus dem Leben der Ordensleute „täglich […] reichere Frucht des Heils“ (25).

## Text und Kommentar
- Decretum de accomodata renovatione Vitae Religiosae / Dekret über die zeitgemäße Erneuerung des Ordenlebens. Lateinischer Text aus Acta Apostolicae Sedis 58 (1966), 702–712. Deutsche Übersetzung besorgt im Auftrag der deutschen Bischöfe. Einleitung und Kommentar von  Friedrich Wulf SJ, München. In: LThK², Das Zweite Vatikanische Konzil, Konstitutionen, Dekrete und Erklärungen, Lateinisch und Deutsch. Kommentare, Teil II, Herder-Verlag, Freiburg im Brsg. 1967, S. 249–307. Ausführlich eingeleiteter und kommentierter lateinisch-deutscher Paralleltext.
- Das Dekret über die zeitgemäße Erneuerung des Ordenslebens „Perfectae Caritatis“. In: Karl Rahner / Herbert Vorgrimler: Kleines Konzilskompendium. Sämtliche Texte des Zweiten Vatikanums. Herder-Verlag, Freiburg im Breisgau 22. Auflage 1990, S. 311–330. [Einleitung und Text]